# Мальчуженко Василь Дмитрович
Василь Дмитрович Мальчуженко (? — ?) — український радянський діяч, 1-й секретар Орджонікідзевського районного комітету КП(б)У міста Харкова, секретар Харківського обкому КП(б)У. Член Ревізійної Комісії КП(б)У (1938–1940).

## Біографія
Член ВКП(б) з 1926 року.
Перебував на відповідальній партійній роботі в Харківській області.
На 1938—1939 роки — 1-й секретар Орджонікідзевського районного комітету КП(б)У міста Харкова.
25 травня 1941 — 1942 року — секретар Харківського обласного комітету КП(б)У із харчової промисловості.
На 1943—1944 роки — заступник голови виконавчого комітету Харківської обласної ради депутатів трудящих із промисловості.
Подальша доля невідома.

## Нагороди та відзнаки
- орден «Знак Пошани» (28.08.1944)
- медалі